# Mariakerk (Bochum)
De Mariakerk (Duits: St.-Marien-Kirche) is een voormalig katholiek kerkgebouw aan de Humboldtstraße in het centrum van Bochum. De toren van de neogotische kerk is ongeveer 70 meter hoog. De kerk markeert het begin van de westelijke voortzetting van de Bochumer binnenstad.

## Geschiedenis

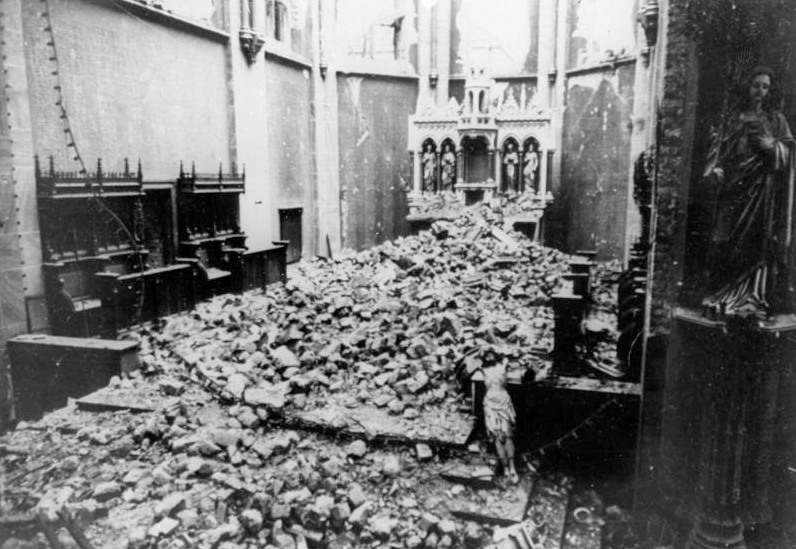
De in de Tweede Wereldoorlog vernielde Mariakerk

Het kerkgebouw werd in de periode 1868-1872 gebouwd naar een ontwerp van de architect Gerhard August Fischer.
In de Tweede Wereldoorlog werd de kerk in de nacht van 13 op 14 mei 1943 door bommen getroffen, waarna het gebouw uitbrandde. De Mariakerk werd op 4 november 1944 opnieuw door oorlogsgeweld getroffen. In 1951 besloot men de opdracht voor de herbouw van de kerk te geven aan de architect Kurt Hubert Vieth. De kerk werd op 3 oktober 1953 opnieuw ingewijd.

## Sluiting
In het kader van een reorganisatie van het bisdom Essen werd besloten het gebouw af te stoten. In mei 2000 werd bekendgemaakt dat het gebouw zou worden afgebroken. De viering van de laatste heilige mis vond op 22 september 2002 plaats. Nog hetzelfde jaar werd het gebouw geprofaneerd, de ramen werd uitgebouwd en waardevolle muurmozaïeken voor het grootste deel verwoest. Hiertegenover stonden de vele pleidooien van kunsthistorici en parochianen voor het behoud van het gebouw. Ondertussen werd de voormalige kerk aan het algeheel verval prijsgegeven. 
De aankoop van het kerkgebouw door de stad Bochum betekende uiteindelijk de redding. De stad heeft het voornemen om het voormalige kerkgebouw een belangrijke plaats te geven in het geplande cultuurcentrum.
In december 2012 verzamelden honderden mensen zich in een inmiddels lege en met brandende kaarsen gevulde kerk om voor de laatste maal te luisteren naar het luiden van de kerkklokken van de Mariakerk.